# Воля-Копцова
Воля-Копцова (пол. Wola Kopcowa) — село в Польщі, у гміні Маслув Келецького повіту Свентокшиського воєводства.
Населення — 1372 особи (2011).
У 1975-1998 роках село належало до Келецького воєводства.

## Демографія
Демографічна структура на день 31 березня 2011 року:
|          | Загалом | Допрацездатний вік | Працездатний вік | Постпрацездатний вік |
| -------- | ------- | ------------------ | ---------------- | -------------------- |
| Чоловіки | 700     | 158                | 499              | 43                   |
| Жінки    | 672     | 154                | 429              | 89                   |
| Разом    | 1372    | 312                | 928              | 132                  |